# Liste der Flugplätze in Papua-Neuguinea

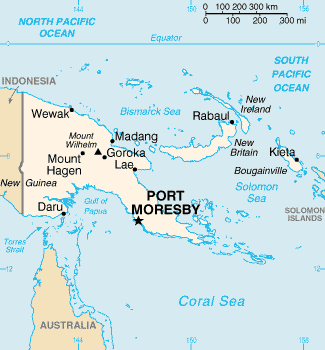
Karte von Papua New Guinea

Die Liste der Flughäfen in Papua-Neuguinea zeigt die Flughäfen und Flugplätze von Papua-Neuguinea, geordnet nach Orten.

## Flughäfen und Flugplätze
Namen in Fettschrift zeigen regelmäßigen Linienverkehr an.
| Ort                            | Provinz                   | ICAO-Code | IATA-Code | Name des Flughafens                              | Koordinaten                   |
| ------------------------------ | ------------------------- | --------- | --------- | ------------------------------------------------ | ----------------------------- |
| Flughäfen mit Linienverkehr    |                           |           |           |                                                  |                               |
| Alotau                         | Milne Bay                 | AYGN      | GUR       | Flughafen Gurney                                 | 10° 18′ 7″ S, 150° 20′ 35″ O  |
| Awaba                          | Western                   | AYAW      | AWB       | Flughafen Awaba                                  | 8° 0′ 6″ S, 142° 45′ 6″ O     |
| Baimuru                        | Gulf                      | AYBA      | VMU       | Flughafen Baimuru                                | 7,4969° S, 144,8199° O        |
| Balimo                         | Western                   | AYBM      | OPU       | Flughafen Balimo                                 | 8° 3′ 7″ S, 142° 56′ 42″ O    |
| Bosset                         | Western                   | AYET      | BOT       | Flughafen Bosset                                 | 7° 14′ 45″ S, 141° 5′ 54″ O   |
| Buka                           | Bougainville              | AYBK      | BUA       | Flughafen Buka                                   | 5° 25′ 29″ S, 154° 40′ 49″ O  |
| Bulolo                         | Morobe                    | AYBU      | BUL       | Flughafen Bulolo                                 | 7° 13′ 5″ S, 146° 38′ 2″ O    |
| Daru                           | Western                   | AYDU      | DAU       | Flughafen Daru                                   | 9° 5′ 25″ S, 143° 12′ 0″ O    |
| Efogi                          | Central                   | AYEF      | EFG       | Flugplatz Efogi                                  | 9° 9′ 20″ S, 147° 39′ 36″ O   |
| Fane                           | Central                   | AYFA      | FNE       | Flughafen Fane                                   | 8° 33′ 7″ S, 147° 5′ 11″ O    |
| Goroka                         | Eastern Highlands         | AYGA      | GKA       | Flughafen Goroka                                 | 6° 4′ 9″ S, 145° 23′ 45″ O    |
| Hoskins                        | West New Britain          | AYHK      | HKN       | Flughafen Hoskins                                | 5° 27′ 43″ S, 150° 24′ 17″ O  |
| Itokama                        | Oro (Nord)                | AYIK      | ITK       | Flughafen Itokama                                | 9° 12′ 1″ S, 148° 15′ 0″ O    |
| Kagi                           | Central                   | AYKQ      | KGW       | Flughafen Kagi                                   | 9° 8′ 22″ S, 147° 40′ 2″ O    |
| Kamusi                         | Gulf                      | AYKS      | KUY       | Flughafen Kamusi                                 | 7° 25′ 39″ S, 143° 7′ 26″ O   |
| Kavieng                        | New Ireland               | AYKV      | KVG       | Flughafen Kavieng                                | 2° 34′ 52″ S, 150° 49′ 5″ O   |
| Kerema                         | Gulf                      | AYKM      | KMA       | Flughafen Kerema                                 | 7° 57′ 9″ S, 145° 46′ 22″ O   |
| Kikori                         | Gulf                      | AYKK      | KRI       | Flughafen Kikori                                 | 7° 25′ 52″ S, 144° 14′ 7″ O   |
| Kiunga                         | Western                   | AYKI      | UNG       | Flughafen Kiunga                                 | 6° 7′ 45″ S, 141° 17′ 15″ O   |
| Kokoda                         | Oro (Northern)            | AYKO      | KKD       | Flugplatz Kokoda                                 | 8° 53′ 38″ S, 147° 43′ 8″ O   |
| Kunaye / Londolovit            | New Ireland               | AYKY      | LNV       | Lihir Island Airport (Kunaye / Londolovit)       | 3° 2′ 36″ S, 152° 37′ 44″ O   |
| Kundiawa                       | Simbu (Chimbu)            | AYCH      | CMU       | Flughafen Chimbu                                 | 6° 1′ 27″ S, 144° 58′ 7″ O    |
| Lae                            | Morobe                    | AYNZ      | LAE       | Flughafen Lae Nadzab                             | 6° 34′ 27″ S, 146° 43′ 54″ O  |
| Lake Murray                    | Western                   | AYLM      | LMY       | Flughafen Lake Murray                            | 7° 0′ 49″ S, 141° 29′ 54″ O   |
| Lorengau                       | Manus                     | AYMO      | MAS       | Flughafen Momote                                 | 2° 3′ 51″ S, 147° 25′ 26″ O   |
| Losuia, Kagi                   | Milne Bay                 | AYKA      | LSA       | Flughafen Losuia (Kiriwina Airport)              | 8° 30′ 21″ S, 151° 4′ 51″ O   |
| Madang                         | Madang                    | AYMD      | MAG       | Flughafen Madang                                 | 5° 12′ 6″ S, 145° 47′ 22″ O   |
| Manari (Manare)                | Central                   | AYMA      | MRM       | Flughafen Manari                                 | 9° 11′ 53″ S, 147° 37′ 25″ O  |
| Mendi                          | Southern Highlands        | AYMN      | MDU       | Flughafen Mendi                                  | 6° 8′ 6″ S, 143° 39′ 36″ O    |
| Milei                          | Central                   | AYEI      |           | Flughafen Milei                                  | 9° 4′ 1″ S, 147° 36′ 17″ O    |
| Misima                         | Milne Bay                 | AYMS      | MIS       | Flughafen Misima Island                          | 10° 41′ 44″ S, 152° 50′ 13″ O |
| Moro                           | Southern Highlands        | AYMR      | MXH       | Flughafen Moro                                   | 6° 21′ 48″ S, 143° 14′ 17″ O  |
| Mount Hagen                    | Western Highlands         | AYMH      | HGU       | Flughafen Mount Hagen (Kagamuga Airport)         | 5° 49′ 4″ S, 144° 17′ 0″ O    |
| Nomad River                    | Western                   | AYNR      | NOM       | Flughafen Nomad River                            | 6° 17′ 38″ S, 142° 14′ 4″ O   |
| Obo                            | Western                   | AYOB      | OBX       | Flughafen Obo                                    | 7° 35′ 43″ S, 141° 19′ 34″ O  |
| Ononge                         | Central                   | AYQQ      | ONB       | Flughafen Ononge                                 | 8° 40′ 24″ S, 147° 15′ 45″ O  |
| Popondetta                     | Oro (Northern)            | AYGR      | PNP       | Flughafen Girua (Popondetta Airport)             | 8° 48′ 35″ S, 148° 18′ 41″ O  |
| Port Moresby                   | National Capital District | AYPY      | POM       | Flughafen Port Moresby                           | 9° 27′ 27″ S, 147° 12′ 5″ O   |
| Rabaul / Kokopo                | East New Britain          | AYTK      | RAB       | Flughafen Rabaul                                 | 4° 20′ 49″ S, 152° 22′ 46″ O  |
| Sasereme                       | Gulf                      | AYSS      | TDS       | Flughafen Sasereme                               | 7° 37′ 22″ S, 142° 52′ 8″ O   |
| Suki                           | Western                   | AYSU      | SKC       | Flughafen Suki                                   | 8° 2′ 7″ S, 141° 43′ 5″ O     |
| Tabubil                        | Western                   | AYTB      | TBG       | Flughafen Tabubil                                | 5° 16′ 43″ S, 141° 13′ 33″ O  |
| Tapini                         | Central                   | AYTI      | TPI       | Flughafen Tapini                                 | 8° 21′ 38″ S, 146° 59′ 11″ O  |
| Tari                           | Hela                      | AYTA      | TIZ       | Flughafen Tari                                   | 5° 50′ 42″ S, 142° 56′ 53″ O  |
| Tufi                           | Oro (Nord)                | AYTU      | TFI       | Flughafen Tufi                                   | 9° 4′ 33″ S, 149° 19′ 12″ O   |
| Vanimo                         | Sandaun (West Sepik)      | AYVN      | VAI       | Flughafen Vanimo                                 | 2° 41′ 29″ S, 141° 17′ 7″ O   |
| Wabo                           | Gulf                      | AYWB      | WAO       | Flughafen Wabo                                   | 7° 0′ 0″ S, 145° 4′ 0″ O      |
| Wanigela                       | Oro (Nord)                | AYWG      | AGL       | Flughafen Wanigela                               | 9° 20′ 34″ S, 149° 9′ 42″ O   |
| Wapenamanda                    | Enga                      | AYWD      | WBM       | Flughafen Wapenamanda                            | 5° 38′ 26″ S, 143° 53′ 52″ O  |
| Wewak                          | East Sepik                | AYWK      | WWK       | Flughafen Wewak                                  | 3° 35′ 1″ S, 143° 40′ 5″ O    |
| Wipim                          | Western                   | AYXP      | WPM       | Flughafen Wipim                                  | 8° 47′ 36″ S, 142° 52′ 6″ O   |
| Woitape                        | Central                   | AYWT      | WTP       | Flughafen Woitape                                | 8° 32′ 6″ S, 147° 15′ 12″ O   |
| Andere Flugplätze              |                           |           |           |                                                  |                               |
| Abau                           | Central                   |           | ABW       | Flughafen Abau                                   | 10° 2′ 17″ S, 148° 33′ 53″ O  |
| Agaun                          | Milne Bay                 | AYAG      | AUP       | Flughafen Agaun                                  | 9° 55′ 5″ S, 149° 23′ 14″ O   |
| Aiambak                        | Western                   | AYAK      | AIH       | Flughafen Aiambak                                | 7° 20′ 55″ S, 141° 15′ 0″ O   |
| Aiome                          | Gulf                      | AYAO      | AIE       | Flughafen Aiome                                  | 5° 8′ 32″ S, 144° 43′ 55″ O   |
| Aiyura                         | Eastern Highlands         | AYAY      | AYU       | Flughafen Aiyura                                 | 6° 20′ 2″ S, 145° 53′ 8″ O    |
| Bensbach                       | Western                   | AYBH      | BSP       | Flughafen Bensbach                               | 8° 51′ 38″ S, 141° 15′ 36″ O  |
| Biangabip                      | Western                   | AYBQ      | BPK       | Flughafen Biangabip                              | 5° 31′ 35″ S, 141° 44′ 40″ O  |
| Cape Gloucester                | West New Britain          | AYCG      | CGC       | Flughafen Cape Gloucester                        | 5° 27′ 0″ S, 148° 26′ 5″ O    |
| Finschhafen                    | Morobe                    | AYFI      | FIN       | Flughafen Finschhafen                            | 6° 37′ 43″ S, 147° 51′ 19″ O  |
| Gasmata                        | West New Britain          | AYGT      | GMI       | Flughafen Gasmata                                | 6° 16′ 5″ S, 150° 20′ 0″ O    |
| Mok                            | West New Britain          | AYMK      | MOK       | Flughafen Mok                                    | 5° 43′ 1″ S, 149° 3′ 39″ O    |
| Gusap                          | Morobe                    | AYGP      | GAP       | Flughafen Gusap                                  | 6° 3′ 0″ S, 145° 55′ 7″ O     |
| Haelogo                        | Central                   | AYHG      | HEO       | Flughafen Haelogo                                | 9° 8′ 25″ S, 147° 35′ 7″ O    |
| Ihu                            | Gulf                      | AYIH      | IHU       | Flughafen Ihu                                    | 7° 54′ 1″ S, 145° 24′ 1″ O    |
| Jacquinot Bay                  | East New Britain          | AYJB      | JAQ       | Flughafen Jacquinot Bay                          | 5° 39′ 0″ S, 151° 30′ 0″ O    |
| Kandrian                       | West New Britain          | AYKC      | KDR       | Flughafen Kandrian                               | 6° 12′ 5″ S, 149° 32′ 5″ O    |
| Karimui-Nomane District        | Chimbu                    | AYRI      | KMR       | Flughafen Karimui                                | 6° 29′ 35″ S, 144° 49′ 31″ O  |
| Kieta                          | Bougainville              | AYIQ      | KIE       | Flughafen Kieta-Aropa                            | 6° 18′ 2″ S, 155° 43′ 4″ O    |
| Manguna                        | East New Britain          | AYNG      | MFO       | Flughafen Manguna                                | 5° 34′ 5″ S, 151° 47′ 55″ O   |
| Nissan (Insel)                 | Bougainville              | AYIA      | IIS       | Flughafen Nissan Island                          | 4° 30′ 0″ S, 154° 13′ 5″ O    |
| Saidor                         | Madang                    | AYSD      | SDI       | Flughafen Saidor                                 | 5° 37′ 59″ S, 146° 27′ 5″ O   |
| Salamo                         | Milne Bay                 |           | SAM       | Flughafen Salamo                                 | 9° 40′ 28″ S, 150° 47′ 35″ O  |
| Samberigi                      | Southern Highlands        | AYSM      |           | Flughafen Samberigi                              | 6° 43′ 33″ S, 143° 56′ 12″ O  |
| Sangapi                        | Gulf                      | AYSK      | SGK       | Flughafen Sangapi                                | 5° 7′ 30″ S, 144° 19′ 23″ O   |
| Tadji / Aitape                 | Sandaun (West Sepik)      | AYTJ      | TAJ       | Flughafen Tadji (Aitape Airport)                 | 3° 11′ 4″ S, 142° 25′ 7″ O    |
| Talasea                        | West New Britain          | AYVL      | TLW       | Flughafen Talasea                                | 5° 16′ 21″ S, 150° 5′ 32″ O   |
| Vivigani, Goodenough-Insel     | Milne Bay                 |           | VIV       | Flugplatz Vivigani                               | 9° 18′ 52″ S, 150° 19′ 28″ O  |
| Ehemalige Flughäfen/Flugplätze |                           |           |           |                                                  |                               |
| Lae                            | Morobe                    | AYLA      |           | Flugplatz Lae (geschlossen in den 1980ern)       |                               |
| Namatanai                      | New Ireland               | AYNX      | ATN       | Flughafen Namatanai (geschlossen in den 2000ern) | 3° 40′ 0″ S, 152° 26′ 5″ O    |
| Rabaul                         | East New Britain          | AYRB      |           | Flugplatz Lakunai (zerstört 1994)                |                               |